# آل محمد شيخ (مكيراس)

تعديل مصدري - تعديل

ال محمد شيخ هي إحدى قرى عزلة مكيراس بمديرية مكيراس التابعة لمحافظة البيضاء، بلغ تعداد سكانها 50 نسمة حسب تعداد اليمن لعام 2004.